# Доходный дом П. Ф. Ремлера
Доходный дом П. Ф. Ремлера — памятник архитектуры в историческом центре Нижнего Новгорода. Построен в 1897—1898 годах по проекту архитектора В. М. Лемке в стиле академической эклектики.
В конце XIX века в здании располагалась единственная в городе общедоступная аптека.

## История
Первая партикулярная (общедоступная, частная) аптека в Нижнем Новгороде была открыта Г. Эвениусом в 1780 году в здании на Варварской улице. В конце XIX века монополистом аптечного дела в городе стал Павел Фёдорович Ремлер, принявший решение возвести на пересечении улиц Ильинской и Малой Покровской трёхэтажный со сводчатыми подвалами дом с аптекой и складом для товаров. Проект разработал инженер-архитектор В. М. Лемке.
Из-за того, что слева по линии улицы располагалась часовня Вознесенской церкви, в её сторону была выстроена брандмауэрная стена, а далее по фасаду проектировался парадный вход в служебные помещения с богатым лепным убранством и фигурным аттиком, который не был выполнен. Изменёнными оказались и наличники окон второго этажа, вместо двух овальных панно с гербом Ремлера в межоконных простенках первого этажа было выполнено три панно.
Проект был утверждён 17 мая 1897 года Строительным отделением Нижегородской городской управы. Тогда же под надзором автора начались строительные работы, и к исходу строительного сезона здание было готово вчерне, а спустя год — выполнена отделка.